# Test Icicles
Test Icicles – zespół indierockowy z Londynu, w którego twórczości można dostrzec elementy art rocka i post hardcore punka. Grupa została założona w 2004 roku przez Rory'ego Atwella i Sama Mehrana. Później, podczas występu w Brighton do zespołu dołączył Devonte Hynes.

## Historia
Test Icicles, zanim podpisali kontrakt z Domino Records, wzięli udział w serii występów w londyńskich nocnych klubach indie. Ich debiutancki singiel – "Boa vs. Python" spotkał się jednak z krytyką ze strony wytwórni jako "nie wystarczająco komercyjny", dlatego też, aby zdobyć fanów zaczęli promować swoją muzykę poprzez MySpace.
Nazwa zespołu powstała od słowa testicles, które po polsku oznacza jądra lub też od słów test i icicles co miało się odnosić do testowania przez ludzi pierwotnych swojej siły i sprawności na soplach lodu.
Zanim wydali album For Screening Purposes Only w 2005 roku, wybrali się w trasę koncertową po Stanach Zjednoczonych z Art Brut.
W lutym 2006 roku zespół rozpadł się. Jako powód zakończenia działalności podali, że muzyka jaką grają w rzeczywistości nie jest tym co sprawia im frajdę.

## Skład
Rory Attwell (Raary Deci-hells, Raary Rambert RAT ATT AGG) – gitara, wokal
Sam Mehran (Sam E Danger, Sam E Slaughter) – gitara, wokal
Devonte Hynes (Dev Metal, !Ved) – gitara, wokal, klawisze

## Dyskografia
Dema
- 4 Track Demo (lipiec 2004)

Albumy Studyjne
- For Screening Purposes Only (31 października 2005)

Single
- Boa vs. Python
- Circle. Square. Triangle
- What's Your Damage?
- Totally Re-Fucked
- Dig Your Own Grave